# خوآن کارلوس اونزوئه

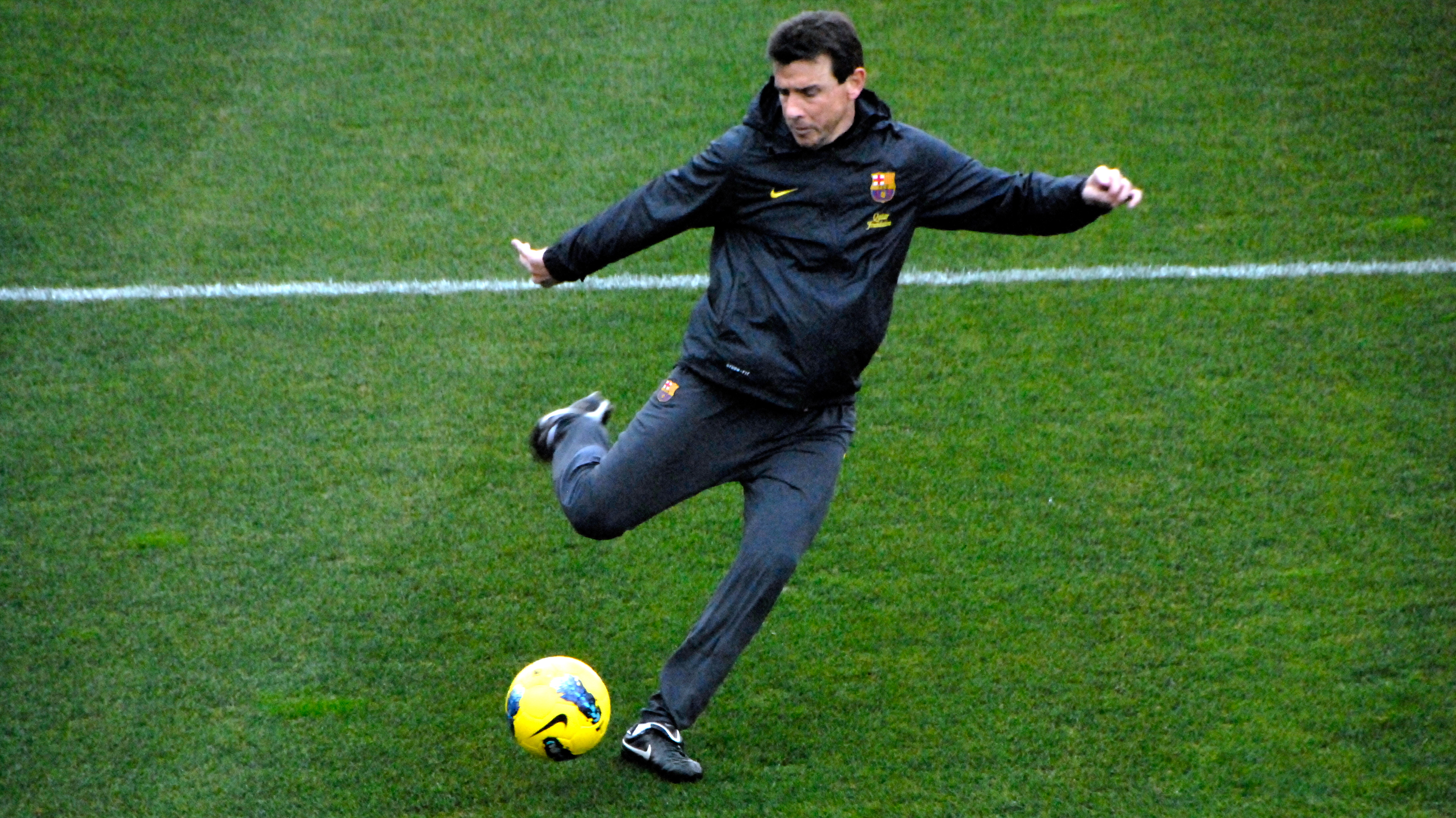
خوآن لابیانو در تمرین بارسلونا ۲۰۱۲

خوآن کارلوس اونزوئه لابیانو (به اسپانیایی: Juan Carlos Unzué) فوتبالیست بازنشسته و مربی فوتبال اهل اسپانیا است. او هم‌اینک تیمی دراختیار ندارد. او در ۱۸ ژوئن 2020 در کنفرانس خبری در اسپانیا اعلام کرد که به بیماری ALS مبتلا شد.

## بازی دوستانه
در بامداد پنجشنبه شب ۲۵ اوت ۲۰۲۲ تیم های بارسلونا و منچستر سیتی در بازی دوستانه برای خوان کارلوس انزوئه و بیماران ALS این بازی در نیوکمپ برگزار شد و این بازی با نتیجه ۳_۳ مساوی به پایان رسید 
گلزنان بارسلونا : پیرامریک اوبامیانگ ۲۲،دی فرانکی دی یونگ ۶۷ ، ممپیس دپای ۷۹ 
گلزنان منچسترسیتی : آلوارز ۲۱ ، پالمر ۷۰ ، ریاض محرز ۹۰+۸ 
سرمربی بارسلونا: ژاوی هرناندز
سرمربی منچسترسیتی: پپ گواردیولا